# نووشاریوو
نووشاریوو (به لاتین: Novoshareyevo) یک منطقهٔ مسکونی در روسیه است که در باشقیرستان واقع شده‌است.